# Ausschuss für Fischerei
Der Ausschuss für Fischerei (englisch Committee on Fisheries, französisch Commission de la pêche, kurz PECH) ist einer der 20 ständigen Ausschüsse des Europäischen Parlaments. Vorsitzende des Ausschusses ist seit Juli 2024 Carmen Crespo Díaz (PP/EVP).

## Aufgaben

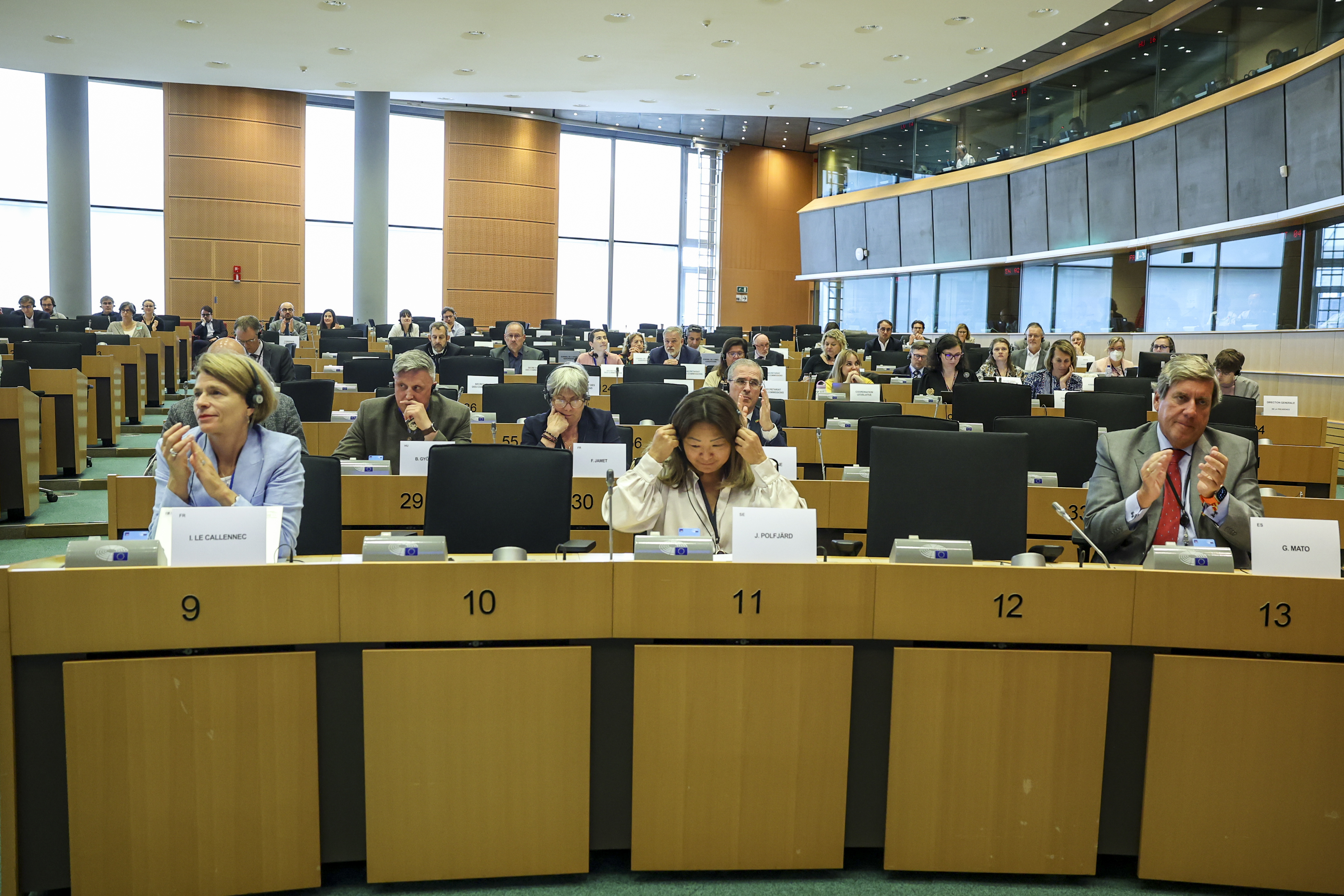
Blick auf den Ausschuss für Fischerei während dessen konstituierender Sitzung der 10. Wahlperiode im Juli 2024

Die Zuständigkeitsbereiche des Ausschusses sind in einer Selbstbeschreibung festgelegt als:

„1.    das Funktionieren und die Entwicklung der gemeinsamen Fischereipolitik und deren Verwaltung;

2.    die Erhaltung der Fischbestände;

3.    die Gemeinsame Marktorganisation für Fischereierzeugnisse;

4.    die Strukturpolitik in den Bereichen Fischerei und Aquakultur, einschließlich der Finanzinstrumente für die Ausrichtung der Fischerei;

5.    die internationalen Fischereiabkommen.“

Dem Ausschuss zugeordnet sind der Kommissar für Fischerei und maritime Angelegenheiten und seine Generaldirektion Maritime Angelegenheiten und Fischerei sowie der Rat für Landwirtschaft und Fischerei, der hin und wieder fälschlicherweise als Fischereiausschuss abgekürzt wird.

## Ausschussvorsitzende

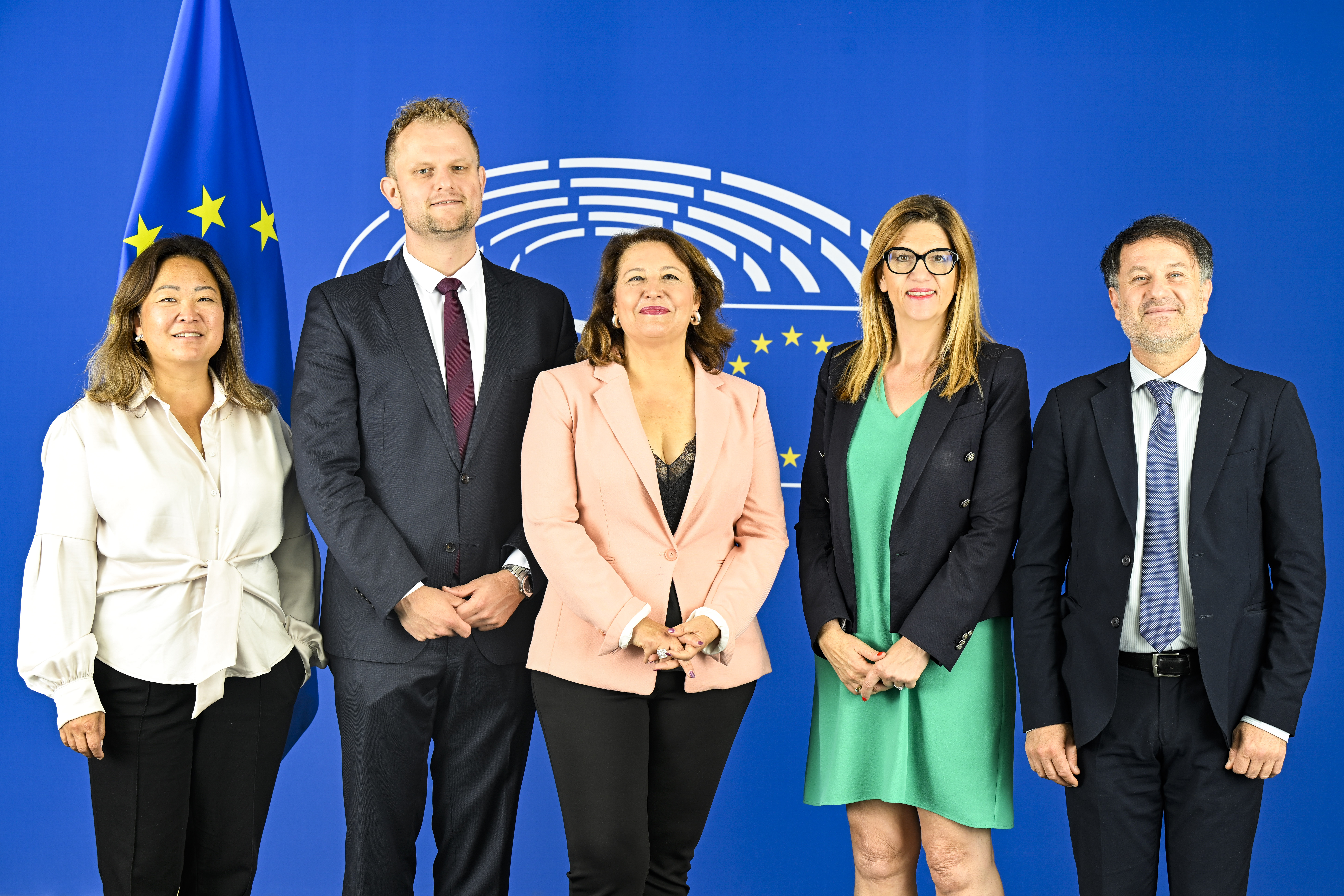
Ausschussvorsitzende der 10. Wahlperiode (2024–2029, v. l. n. r.): Jessica Polfjärd, Sander Smit, Carmen Crespo, Stéphanie Yon-Courtin und Giuseppe Milazzo

- 1997–1999: Carmen Fraga Estévez (PP/EVP)
- 1999–2002: Daniel Varela Suanzes-Carpegna (PP/EVP)
- 2002–2004: Struan Stevenson (Tories/EVP)
- 2004–2009: Philippe Morillon (UdF bzw. MD/ALDE)
- 2009–2012: Carmen Fraga Estévez (PP/EVP)
- 2012–2014: Gabriel Mato Adrover (PP/EVP)
- 2014–2019: Alain Cadec (UMP bzw. LR/EVP)
- 2019–2020: Chris Davies (LibDem/RE)
- 2020–2024: Pierre Karleskind (LREM/RE)[4]
- Seit 2024: Carmen Crespo Díaz (PP/EVP)[1]